# PDP-5
Le PDP-5 fut le premier ordinateur  de type 12 bits du constructeur américain Digital Equipment Corporation, lancé en 1963.

## Histoire
Un ordinateur 12 bits antérieur, appelé LINC, fut par la suite décrit comme le premier mini-ordinateur et également « le premier ordinateur personnel moderne ». Il avait 2 048 mots de 12 bits. On estime que le premier LINC fut construit en 1962.
Le fondateur de DEC, Ken Olsen, avait travaillé sur cet ordinateur et un autre encore plus ancien, le TX-0 18 bits et 64 000 mots, au Lincoln Laboratory du MIT.
Aucune de ces machines n'avait pu être produite en série.

## Applicabilité
Le LINC est principalement destiné à une utilisation en laboratoire, mais le système 12 bits du PDP-5 aura par la suite, en raison de la demande, une gamme d'utilisation beaucoup plus large. « Le succès du PDP-5… a prouvé qu'il existait un marché pour les mini-ordinateurs » estimera DEC en précisant que :
- « Les ordinateurs de traitement de données ont accompli pour les mathématiciens ce que la roue a fait pour les transports »[4]
- « Des données très fiables ont été obtenues avec ... »[5]
- "Un ordinateur PDP-5 a été utilisé avec beaucoup de succès à bord d'Evergreen  pour ..."[6]

L'architecture du PDP-5 a été spécifiée par Alan Kotok et Gordon Bell ; le principal concepteur logique était le jeune ingénieur Edson de Castro, qui fonda plus tard Data General.

## Matériel
Contrairement au PDP-1 à 4 armoires, la configuration minimale du PDP-5 était une seule armoire de 19 pouces avec « 150 modules de circuits imprimés contenant plus de 900 transistors ». Des armoires supplémentaires étaient nécessaires pour abriter de nombreux périphériques.
La configuration minimale pesait environ 540 livres (244,9 kg).
La machine était proposée avec de 1 024 à 32 768 mots de 12 bits de mémoire centrale. L'adressage de plus de 4 096 mots de mémoire a nécessité l'ajout d'une unité de contrôle d'extension de mémoire de type 154 (en termes modernes, une unité de gestion de mémoire ) ; cela a permis d'ajouter des modules de mémoire de base de type 155 supplémentaires de 4 096 mots.

### Jeu d'instructions
Le jeu d'instructions du PDP-5 a été ultérieurement étendu dans son successeur, le PDP-8. Le plus grand changement était que, dans le PDP-5, le compteur de programme était stocké dans l'emplacement mémoire zéro, tandis que sur les ordinateurs PDP-8, il s'agissait d'un registre à l'intérieur du processeur. Un autre changement important était que les instructions microcodées sur le PDP-5 ne pouvaient pas combiner l'incrémentation et l'effacement de l'accumulateur, alors que celles-ci pouvaient être combinées sur le PDP-8. Cela a permis de charger de nombreuses petites constantes dans une seule instruction sur le PDP-8. Le PDP-5 fut l'une des premières séries d'ordinateurs avec plus de 1 000 exemplaires construits.

## Marché
Avec un prix de base de 27 000 dollars, et conçu pour ceux qui n'ont pas besoin du PDP-4 18 bits, mais plutôt  « des applications nécessitant des solutions trop compliquées pour être résolues efficacement par des systèmes de modules », le PDP-5, lorsqu'il a été introduit en 1963, est arrivé à un moment où le marché des mini-ordinateurs prenait pied,.

## Temps partagé
Le PDP-5 fut le premier ordinateur  de type 12 bits de DEC, lancé en 1963 et une machine pionnière du temps partagé en réseau. La presse informatique révèle ainsi en avril 1965 qu'il participera à une expérimentation financée par la Darpa américaine, à l’Université de Berkeley: le Berkeley Timesharing System, du temps partagé, mais pour la recherche en ligne, avec un nouveau système d’exploitation, basé sur un langage Fortran refondu, et sur un des ordinateurs plus petits et moins chers.

## Photos
- Ordinateur PDP-5, y compris le télétype modèle 33 ASR
- PDP-5 de la collection d'Ed Thelen
- Panneau avant d'un PDP-5